# Ібраєво (Зіанчуринський район)
Ібра́єво (рос. Ибраево, башк. Ибрай) — присілок у складі Зіанчуринського району Башкортостану, Росія. Входить до складу Байдавлетовської сільської ради.
Населення — 479 осіб (2010; 524 в 2002).
Національний склад:
- башкири — 99%